# 넵스키 대로 (소설)

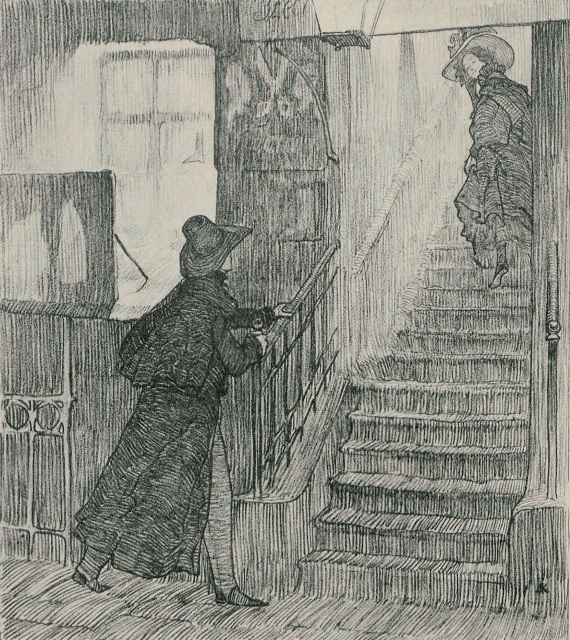

《넵스키 거리》(러시아어: Невский проспект 넵스카야 프로스펙트[*])는 니콜라이 고골이 발표한 단편 소설로, 허영과 기만으로 가득찬 도시 페테르부르크, 그 중 백미인 네프스키 거리의 온상을 드러낸 작품이다.

## 줄거리

### 삐스까료프의 이야기
화가인 삐스까료프는 네프스키 거리의 만연한 허위와는 어울리지 않는 성격을 가졌지만, 어느 날 그 거리에서 마주친 한 여인에게 마음을 빼앗기고 말았다. 그녀가 풍기는 여태껏 본 적 없는 청초함에 삐스까료프는 그녀를 성녀와 같다고 여기고 그녀를 따라 나서기에 이른다. 하지만 그녀를 따라 다다른 곳은 다름 아닌 창굴. 그녀는 창녀였다. 완벽히 페테르부르크의 허위에 속아 넘어간 삐스까료프는, 그러나 여전히 꿈 속의 그녀를 잊지 못하다가 정신적 괴리를 못이겨 자살하고 만다.

### 삐로고프의 이야기
하급 장교인 삐로고프는 네프스키 거리의 허위를 향유하는 인물이다. 귀족적인 자세나 차림새를 따라하고, 당당하고 자신 있게 스스로를 뽐내고 다닌다. 삐로고프 또한 거리에서 한 여성을 만난다. 한 독일인 직공의 아내인 그녀에게 삐로고프는 적극적으로 구애하였다. 명백한 저항에도 불구하고, 삐로고프는 자신의 친절과 지위에 여인이 반할 것임을 확신하기 때문에 그 반항을 이해하지 못한다. 결국 지나친 스킨십을 시도하다 그녀의 남편에게 두들겨 맞는다. 분노에 찬 삐로고프는 그 직공을 장군에게 고발하고자 하지만, 이내 스스로 합리화하여 아무 일도 없었던 것처럼 일을 마무리한다.

## 등장 인물
삐쓰가료프
여인(창녀)
삐로고프
독일인 직공과 그의 아내

## 비평
네프스키 거리가 가진 허위와 모순을 본 사람들이 이에 적응하지 못하거나 적당히 타협하며 살아가고 있는 것을 본 고골은, 이러한 현실을 두 인물을 통해 사실적으로 그려내고 있다.